# Mauro Gozzo
Mauro Gozzo (New Britain, Connecticut, 7 de março de 1966) foi um jogador estado-unidense de beisebol da Major League Baseball. Foi descoberto pelo New York Mets e estreou nos jogos da Liga pelo Toronto Blue Jays, em 8 de agosto de 1989, jogou dois anos para o Cleveland Indians e um para os Minnesota Twins e suas duas finais para o Mets, fazendo seu último jogo em 11 de agosto de 1994.